# Іван (ураган)
Ураган Іван (англ. Hurricane Ivan) — 10-тий за силою тропічний циклон Атлантичного океану за всю історію спостережень. Це дев'ятий названий тропічний шторм, шостий ураган і четвертий за силою ураган сезону 2004 року. Як типовий тропічний циклон кабовердійського типу, він сформувався на початку вересня та досяг 5 категорії за шкалою Саффіра-Сімпсона. Під час проходження територією США ураган викликав 117 смерчів.
Іван викликав катастрофічні руйнвання в Гренаді та значні на Ямайці, Кайманових островах, на заході Куби та узбережжі Алабами. Збитки від урагану лише в США досягли 18 млрд доларів США (2004 року).Ураган Саллі
| Погода | Це незавершена стаття з метеорології. Ви можете допомогти проєкту, виправивши або дописавши її. |